# 小斑啄木鸟

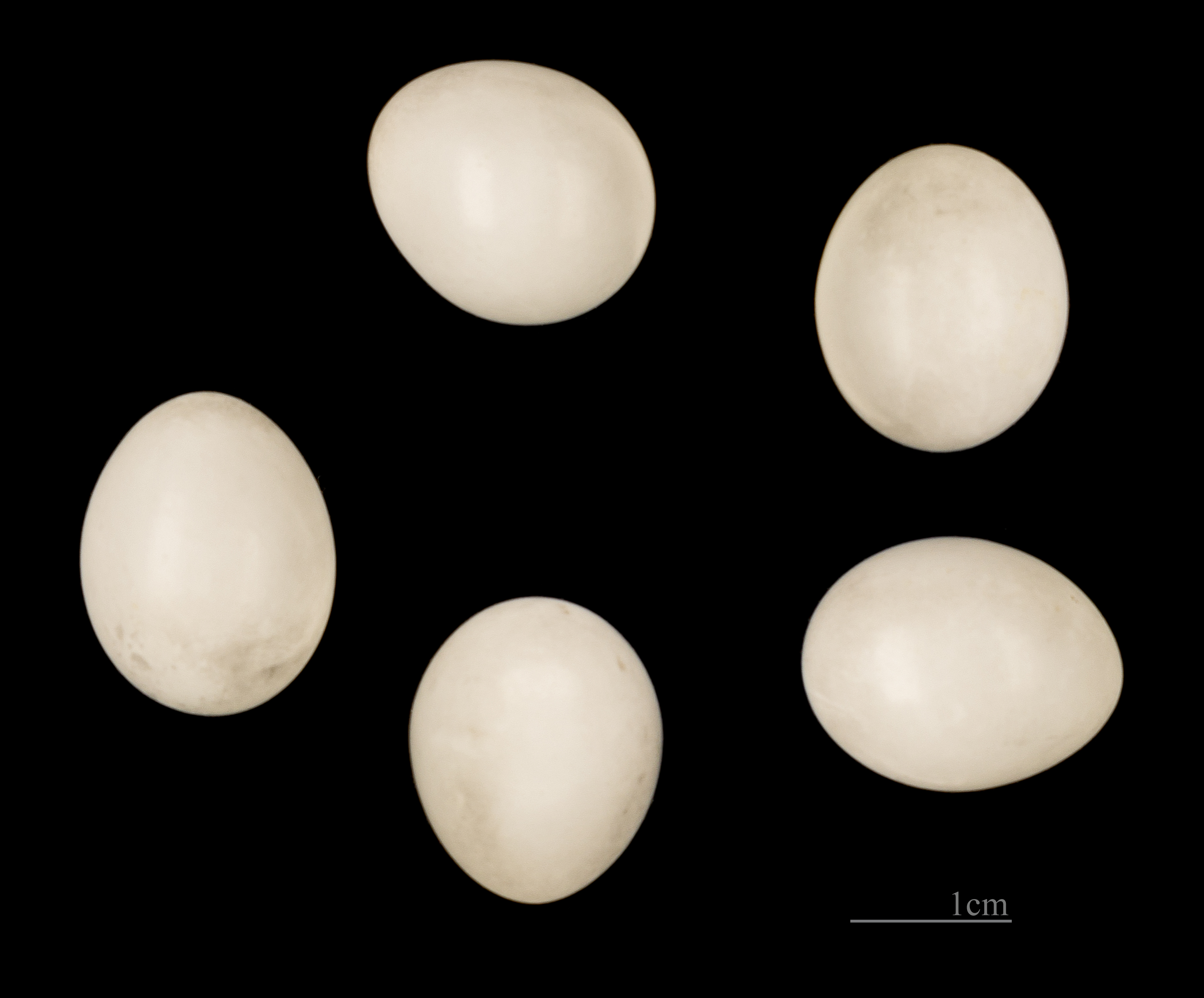
Dendrocopos minor

小斑啄木鸟（学名：Dryobates minor）为啄木鸟科啄木鸟属的鸟类。该物种的模式产地在瑞典。其种加词“minor”意为“较小的”。

## 亚种
- 小斑啄木鸟东北亚种（学名：Dryobates minor amurensis）。在中国大陆，分布于内蒙古、东北等地。该物种的模式产地在黑龙江。[2]
- 小斑啄木鸟新疆亚种（学名：Dryobates minor kamtschakensis）。在中国大陆，分布于新疆、黑龙江等地。该物种的模式产地在西伯利亚。[3]